# عقيفيات
العُقيفيات وتعرف باسم المحار الرغوي أو محار قرص العسل (الاسم العلمي: Gryphaeidae)، فصيلة محار من الرخويات ذوات الصدفتين البحرية. أغلب أنواعها أحفورية والحي منها قليل جدًا.